# Boulazac Basket Dordogne
El Boulazac Basket Dordogne (BBD) es un equipo de baloncesto francés con sede en la ciudad de Boulazac, que compite en la Pro B, la segunda competición de su país. Disputa sus partidos en Le Palio, con capacidad para 5.069 espectadores.

## Historia

### Los inicios y la Pro B
Originalmente, el club se fundó en Périgueux, bajo el nombre de US Périgourdine. En 1992, la construcción de un pabellón con capacidad para 2.000 asientos en Boulazac, animó a los dirigentes del USP a trasladarse a Boulazac, que es un suburbio de Périgueux. El club se coronó campeón de la NM2 (4ª división del baloncesto francés) en 2003 y campeón de la NM1 (3ª división del baloncesto francés) en 2005.  En 2012, tras siete años en la Pro B (2ª división del baloncesto francés), el club ascendió por 1ª vez en su historia a la Pro A (1ª división del baloncesto francés), tras quedar subcampeones al perder en la final de los play-offs por 87-78 contra el CSP Limoges.

### Primera experiencia en la Pro A (2012-2013)
La 1ª experiencia del club en la élite fue difícil, ya que el equipo terminó la 1ª vuelta en 16º lugar con un balance de 4 victorias y 11 derrotas. Cabe destacar la victoria por 77-69, en Le Palio, contra el por entonces actual campeón, el Élan Chalon. En la Copa de Francia, el equipo derrotó cómodamente al Brissac-Quincé (NM2) por 109-67, pero fueron eliminados en octavos de final por el ADA Blois Basket (NM1), tras caer por 87-92. En la 2ª vuelta de la Pro A, el equipo despertó y obtuvo grandes victorias, concretamente contra el ASVEL Lyon-Villeurbanne por 68-59 y contra el CSP Limoges por 85-73. A falta de disputarse el último partido de temporada regular, el equipo iba 15º en la clasificación, por delante del Poitiers Basket 86, soñando con lograr la permanencia, ya que sumaba 10 victorias y 19 derrotas. Para lograr mantener la categoría, bastaba con ganar el último partido, siempre y cuando SLUC Nancy Basket no lo hiciera. El 30 de abril de 2013, el equipo acabó descendiendo a la Pro B, ya que pese a ganar por 80-75 al STB Le Havre, el SLUC Nancy Basket también derrotó al Le Mans Sarthe Basket. A pesar de todo, el club confiaba en poder obtener una wild card y quedarse en la Pro A, ya que para la temporada 2013-2014 se iba a aumentar el número de equipos, pero la FFBB decidió no otorgarlas. Por lo tanto, el club bajó a la Pro B, tan sólo un año después de ascender. Como nota positiva, Darryl Monroe acabó la temporada como el 2º mejor reboteador de toda la competición, con una media de 8.8 rebotes por partido.

### Retorno a la Pro B
Tras no obtener la wild card, el club programó la temporada en la Pro B con una serie de 10 partidos amistosos, incluido un derbi contra CSP Limoges y con una plantilla totalmente renovada, tras las salidas de los mejores jugadores de la temporada anterior, pero con la llegada de jugadores experimentados en la Pro B como Aurélien Salmon, Mérédis Houmounou y Jason Siggers, así como el regreso de Seidou N'Joya. La temporada 2013-2014 en la Pro B empezó muy mal para el Boulazac, ya que tras 10 partidos disputados, el equipo iba 16º, con un balance de 3 victorias y 7 derrotas. El 3 de marzo de 2014, el presidente del club, Jacques Auzou, cesó al entrenador del equipo, Sylvain Lautié, tras la dura derrota en casa contra el Lille Métropole Basket. Fue reemplazado por su asistente, Nicolas Meistelman, quien se quedó como técnico interino hasta final de temporada. El Boulazac acabó la temporada en 12.ª posición, con un balance de 19 victorias y 25 derrotas.
En la temporada 2016-2017, el equipo terminó 4º en temporada regular, pero se proclamó campeón de los play-offs de la Pro B, tras derrotar en la final por 2-1 al Nantes Basket Hermine, ascendiendo de esta manera por 2ª vez en su historia a la Pro A, tras tres años en la Pro B.

### De nuevo en la élite
El retorno  a la Jeep Élite fue complicado para el club, ya que hasta el 10 de octubre no ganó su primer partido, que fue contra el BCM Gravelines. Tras numerosos cambios en la plantilla y la llegada de jugadores importantes como Trenton Meacham, el equipo logró llegar a la final de la Copa de Francia, siendo derrotado por 62-82 por el Strasbourg IG.
A pesar de conseguir 12 victorias en su regreso a la Jeep Élite, el equipo quedó 17º y descendió a la Pro B. El 25 de junio de 2018, se rechazó el ascenso del ADA Blois Basket, debido a que no cumplía un aspecto del reglamento. Como consecuencia de esto, el Boulazac fue elegido para ocupar la plaza del ADA Blois Basket, permaneciendo una temporada más en la Jeep Élite.
Al término de la temporada 2018-2019, el equipo logró la mejor clasificación de su historia en la Jeep Élite, tras finalizar en 10ª posición. Al final de la temporada 2020-2021, El equipo terminó 18º con un balance de 4-30, descendiendo de esta manera a la Pro B.
En 2024, el equipo estuvo a un paso de volver a ascender a la Betclic Élite, ya que alcanzó la final de los play-offs de la Pro B, tras derrotar en cuartos de final por 2-0 al Champagne Basket y en semifinales por 2-1 al Jeanne d'Arc Vichy-Clermont Métropole Basket, pero perdiendo en la final por 2-0 contra el Stade rochelais basket.

## Trayectoria
| Temporada | Nivel | Liga       | Pos. | Resultado                | Copa de Francia  |
| --------- | ----- | ---------- | ---- | ------------------------ | ---------------- |
| 2001–02   | 4     | NM2        | -    | -                        | -                |
| 2002–03   | 4     | NM2        | 1º   | Ascenso                  | -                |
| 2003–04   | 3     | NM1        | 7º   | -                        | -                |
| 2004–05   | 3     | NM1        | 1º   | Ascenso                  | 16avos de final  |
| 2005–06   | 2     | Pro B      | 14º  | -                        | 32avos de final  |
| 2006–07   | 2     | Pro B      | 11º  | -                        | 32avos de final  |
| 2007–08   | 2     | Pro B      | 15º  | -                        | 32avos de final  |
| 2008–09   | 2     | Pro B      | 14º  | -                        | -                |
| 2009–10   | 2     | Pro B      | 11º  | -                        | 32avos de final  |
| 2010–11   | 2     | Pro B      | 12º  | -                        | 32avos de final  |
| 2011–12   | 2     | Pro B      | 2º   | Subcampeonesplay-offs    | Cuartos de final |
| 2012–13   | 1     | Pro A      | 15º  | Descenso                 | 16avos de final  |
| 2013–14   | 2     | Pro B      | 12º  | -                        | Octavos de final |
| 2014–15   | 2     | Pro B      | 3º   | Semifinales              | 16avos de final  |
| 2015–16   | 2     | Pro B      | 4º   | Semifinales              | 16avos de final  |
| 2016–17   | 2     | Pro B      | 4º   | Campeonesplay-offs       | 32avos de final  |
| 2017–18   | 1     | Jeep Élite | 17º* | -                        | Subcampeones     |
| 2018–19   | 1     | Jeep Élite | 10º  | -                        | Octavos de final |
| 2019–20** | 1     | Jeep Élite | 15º  | -                        | Octavos de final |
| 2020–21   | 1     | Jeep Élite | 18º  | Descenso                 | 16avos de final  |
| 2021–22   | 2     | Pro B      | 13º  | -                        | Octavos de final |
| 2022–23   | 2     | Pro B      | 5º   | Semifinales              | Octavos de final |
| 2023–24   | 2     | Pro B      | 3º   | ***Subcampeonesplay-offs | 64avos de final  |
| 2024–25   | 2     | Pro B      | 1º   | Ascenso                  | 64avos de final  |

*El equipo permaneció en la Jeep Élite, debido a que el ADA Blois Basket no pudo ascender.
**La temporada fue cancelada debido a la pandemia del coronavirus.
***El club no ascendió debido a la reducción de equipos de la Betclic Élite, que pasó de 18 a 16 equipos.

## Récords del club

### Récords de equipo
| Tipo de Estadística     | Temporada Regular | Temporada Regular                 | Temporada Regular                         |
| Tipo de Estadística     | Récord            | Rival                             | Fecha                                     |
| ----------------------- | ----------------- | --------------------------------- | ----------------------------------------- |
| Puntos                  | 117               | @ ALM Évreux Basket Cholet Basket | 9 de noviembre de 2021 18 de mayo de 2019 |
| Triples Anotados        | 19                | @ Poitiers Basket 86              | 29 de enero de 2019                       |
| Triples Intentados      | 42                | @ Poitiers Basket 86              | 29 de enero de 2019                       |
| Tiros Libres Anotados   | 42                | @ Étoile Angers Basket            | 26 de noviembre de 2022                   |
| Tiros Libres Intentados | 47                | @ Étoile Angers Basket            | 26 de noviembre de 2022                   |
| Rebotes Ofensivos       | 26                | @ ALM Évreux Basket               | 12 de marzo de 2016                       |
| Rebotes Defensivos      | 39                | @ Nantes Basket Hermine           | 26 de mayo de 2016                        |
| Rebotes Totales         | 50                | @ BCM Gravelines                  | 6 de febrero de 2018                      |
| Asistencias             | 37                | @ Cholet Basket                   | 18 de mayo de 2019                        |
| Robos                   | 18                | @ Étoile de Charleville-Mézières  | 25 de abril de 2017                       |
| Tapones                 | 8                 | @ Poitiers Basket 86              | 17 de septiembre de 2016                  |
| Pérdidas                | 31                | @ CSP Limoges                     | 21 de noviembre de 2009                   |
| Valoración Total        | 153               | @ Cholet Basket                   | 18 de mayo de 2019                        |

### Récords individuales
| Tipo de Estadística     | Temporada Regular | Temporada Regular                     | Temporada Regular                                                                                                  |
| Tipo de Estadística     | Récord            | Jugador                               | Rival y Fecha |
| ----------------------- | ----------------- | ------------------------------------- | --- |
| Puntos                  | 37                | Karvel Anderson                       | @ ESSM Le Portel Côte d'Opale 4 de noviembre de 2017                                                               |
| Triples Anotados        | 10                | Karvel Anderson                       | @ ESSM Le Portel Côte d'Opale 4 de noviembre de 2017                                                               |
| Triples Intentados      | 15                | Nic Moore Kyle Gibson                 | @ Lille Métropole Basket 15 de octubre de 2022 @ ESSM Le Portel Côte d'Opale 22 de noviembre de 2019               |
| Tiros Libres Anotados   | 15                | Patrick Miller                        | @ Nanterre 92 29 de febrero de 2020                                                                                |
| Tiros Libres Intentados | 18                | Mouphtaou Yarou                       | @ Le Mans Sarthe Basket 7 de abril de 2021                                                                         |
| Rebotes Ofensivos       | 9                 | Kelvin Howell                         | @ FC Mulhouse Basket 8 de abril de 2006                                                                            |
| Rebotes Defensivos      | 16                | Kelvin Howell                         | @ Nantes Basket Hermine 3 de febrero de 2006                                                                       |
| Rebotes Totales         | 19                | Frank Hassell Ivan Almonte Alpha Kaba | @ JAVCM 27 de febrero de 2016 @ Rouen Métropole Basket 2 de diciembre de 2006 @ Nanterre 92 2 de noviembre de 2019 |
| Asistencias             | 13                | Tweety Carter                         | @ Saint-Quentin Basket-Ball 15 de marzo de 2016 @ ALM Évreux Basket 12 de marzo de 2016                            |
| Robos                   | 7                 | Mérédis Houmounou Alonzo Richmond     | @ Saint-Quentin Basket-Ball 9 de diciembre de 2014 @ FC Mulhouse Basket 2 de mayo de 2007                          |
| Tapones                 | 6                 | Shawn James                           | @ JL Bourg Basket 8 de mayo de 2018                                                                                |
| Pérdidas                | 9                 | Frank Hassell Cédric Bertorelle       | @ JL Bourg Basket 9 de abril de 2016 @ Nanterre 92 4 de octubre de 2003                                            |
| Valoración Total        | 43                | Frank Hassell Kelvin Howell           | @ BC Orchies 6 de febrero de 2016 @ CS Autun Basket 27 de noviembre de 2004                                        |

## Palmarés

### Liga
- Pro B

-   -  Campeones (1): 2025
  -  Campeones Play-Offs (1): 2017

-   - Subcampeones Play-Offs (2): 2012, 2024

- NM1

-   -  Campeones (1): 2005

- NM2

-   -  Campeones (1): 2003

### Copa
- Copa de Francia

-   - Subcampeones (1): 2018

- Leaders Cup Pro B

-   - Subcampeones (3): 2016, 2023, 2025

## Entrenadores
| - 2004-2008 : John Douaglin - 2008-2009 : Philippe Ruivet - 2009-2014 : Sylvain Lautié - 2014 : Nicolas Meistelman (interino) - 2014-2016 : Antoine Michon |  | - 2017-2018 : Claude Bergeaud - 2018-2021 : Thomas Andrieux - 2021-2022 : Nikola Antić - desde 2022 : Alexandre Ménard |

## Jugadores destacados
| - Lavar Simmons (2008-2009) - Mouphtaou Yarou (2020-2021) - Thomas Compaoré (2008-2009) - Johnny Berhanemeskel (2020) - Aaron Best (2020-2021) - Martin Junaković (2022-2023) - Patrik Auda (2019-2020) - Ivan Almonte (2006-2007, 2009-2010) - Karvel Anderson (2017-2018) - Ryan Ayers (2011-2012) - Jahsha Bluntt (2009-2010) - Tweety Carter (2015-2016) - Osiris Eldridge (2012) - John Flowers (2020-2021) - Kyle Gibson (2019-2020) - Frank Hassell (2015-2016, 2020) | - Kelvin Howell (2002-2003, 2004-2006, 2007-2009) - David Jackson (2014-2016) - Shawn James (2018) - Ben Jacobson (2010-2011) - Terrance Johnson (2009-2010) - William Knight (2008-2009) - Travis Leslie (2018-2019) - Trent Meacham (2017-2018) - Corey McIntosh (2010-2011) - Amadi McKenzie (2010-2013) - Patrick Miller (2019-2020) - David Monds (2013-2014) - Darryl Monroe (2011-2013) - Nic Moore (2021-2023) - Chris Oliver (2014) - Ryan Pearson (2019-2020) | - Alonzo Richmond (2006-2008) - Anthony Roberson (2016-2017) - Quinton Ross (2013) - Jason Siggers (2013-2014) - Tyler Smith (2013-2014) - Ronnie Taylor (2008-2009) - Angelo Warner (2023-) - Jarvis Williams (2016-2017) - Jonathan Aka (2008-2010) - Vincent Amsellem (2023-2024) - Thomas Andrieux (2008-2010) - Olivier Cortale (2021-2023) - Simon Darnauzan (1999-2001) | - Florent Éléléara (2007-2009) - Thomas Dubiez (2010-2016) - Ivan Février (2021-2022) - Yannick Gaillou (2009-2013) - Arnaud Kerckhof (2010-2018) - Jean-Marc Pansa (2023-2024) - Hugo Robineau (2023-) - Aurélien Salmon (2013-2018) - Benjamin Sene (2020-2021) - Bathiste Tchouaffé (2021-2023) - Thierry Zig (2008-2009) - Duke-Jermaine Forbes (2007-2008) - Ovie Soko (2014-2015) - Vassilis Toliopoulos (2023) - Dinma Odiakosa (2014-2015) | - Malick Badiane (2010-2011) - Martin Ringström (2007) - / Kenny Chery (2018-2019) - / Mehdi Cheriet (2011-2013) - / Alpha Kaba (2019-2020) - / Sambou Traoré (2008-2009) - / Nicolas de Jong (2018-2019, 2021-2023) - / Aaron Cel (2009-2010) - / David Ramseier (2012-2014) - / Errick Craven (2009-2010) - / Alex Acker (2013) - / Akil Mitchell (2018-2019) |